# 베리 배드 씽
《베리 배드 씽》(영어: Very Bad Things)은 미국에서 제작된 피터 버그 감독의 1998년 블랙 코미디 영화이다. 크리스천 슬레이터, 캐머런 디애즈 등이 출연하였고, 신디 카원 등이 제작에 참여하였다.

## 출연
- 크리스천 슬레이터 - 로버트 보이드 역
- 캐머런 디애즈 - 로라 개러티피셔 역
- 존 패브로 - 카일 피셔 역
- 대니얼 스턴 - 애덤 버카우 역
- 제러미 피븐 - 마이클 버카우 역
- 릴런드 오서 - 찰스 무어 역
- 진 트리플혼 - 로이스 버카우 역
- 조이 지머먼 - 애덤 버카우 주니어 역
- 로런스 프레스먼

## 기타 제작진
- 라인 제작: 로라 그린리
- 미술: 디나 립턴

## 우리말 녹음
SBS 성우진 (2001년 1월 25일)
- 안지환 - 보이드(크리스천 슬레이터)
- 정미숙 - 로라(캐머런 디애즈)
- 서광재 - 애덤(대니얼 스턴)
- 문지현 - 로이스(진 트리플혼)
- 구자형 - 카일(존 패브로)
- 손원일 - 마이클(제러미 피븐)
- 강수진 - 무어(릴런드 오서)
- 이근욱
- 강미형
- 엄현정
- 장성호